# پیچیانو
پیچیانو (به ایتالیایی: Picciano) یک منطقهٔ مسکونی در ایتالیا است که در استان پسکارا واقع شده‌است.

## خصوصیات
پیچیانو ۷ کیلومترمربع مساحت و ۱٬۳۹۸ نفر جمعیت دارد و ۱۵۳ متر بالاتر از سطح دریا واقع شده‌است.

## نگارخانه

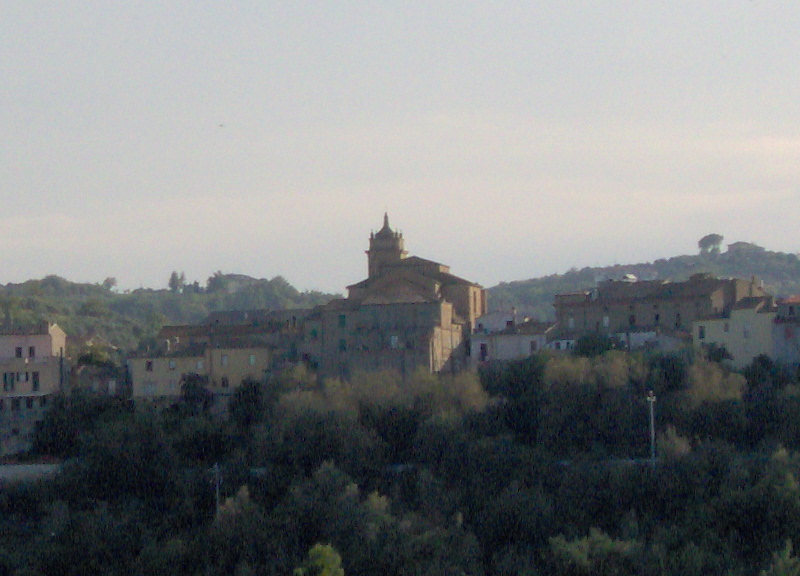
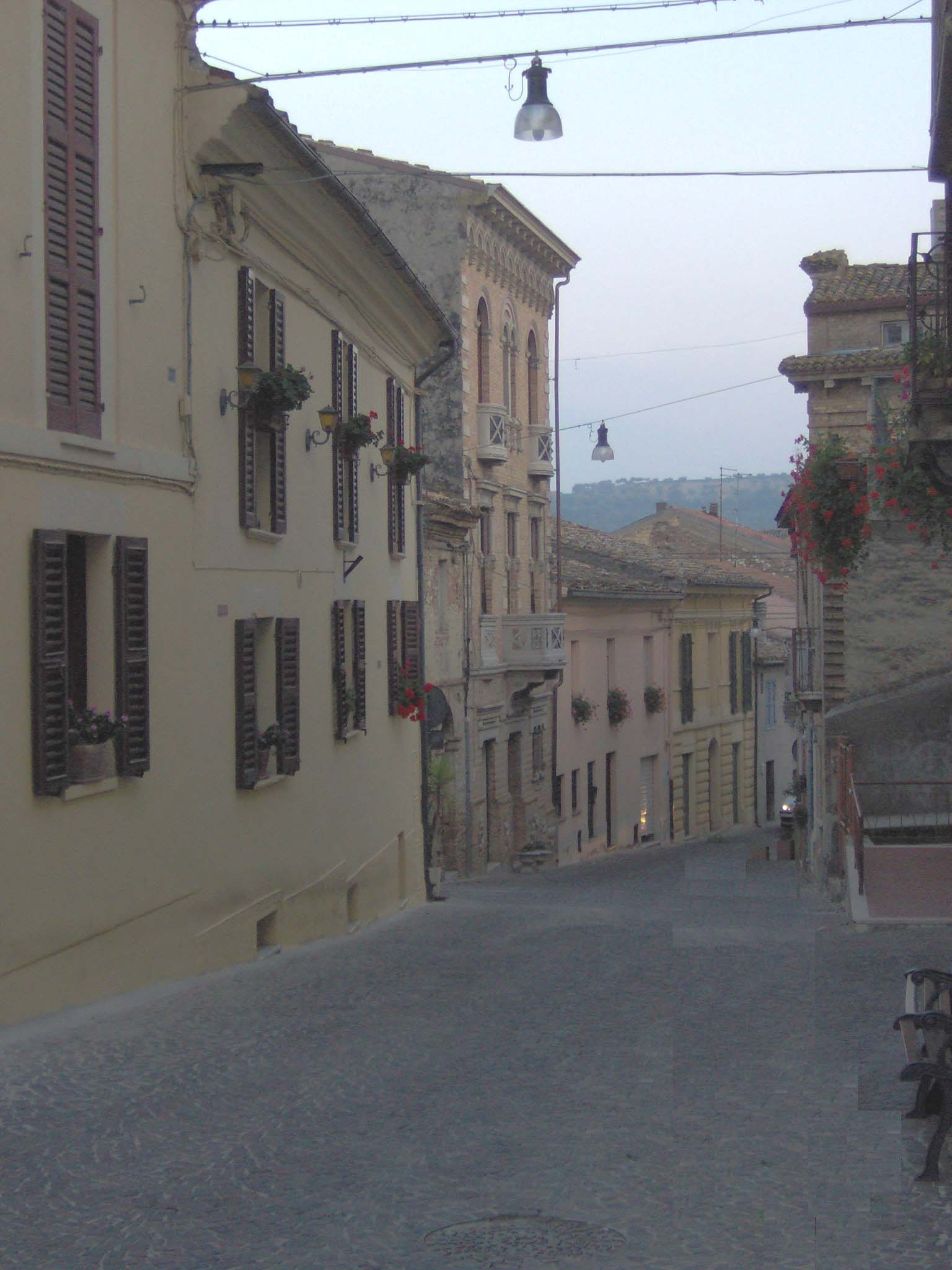
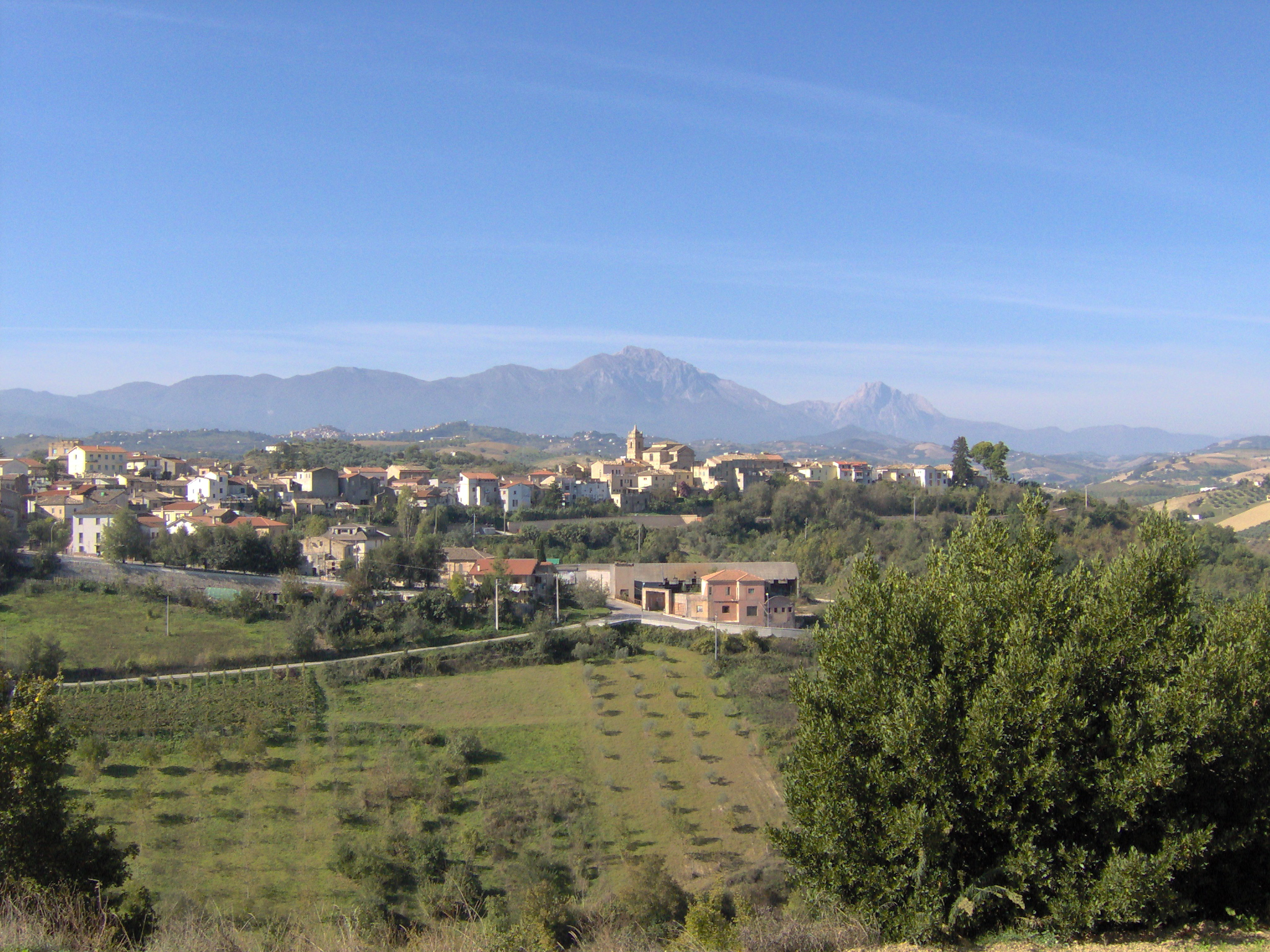
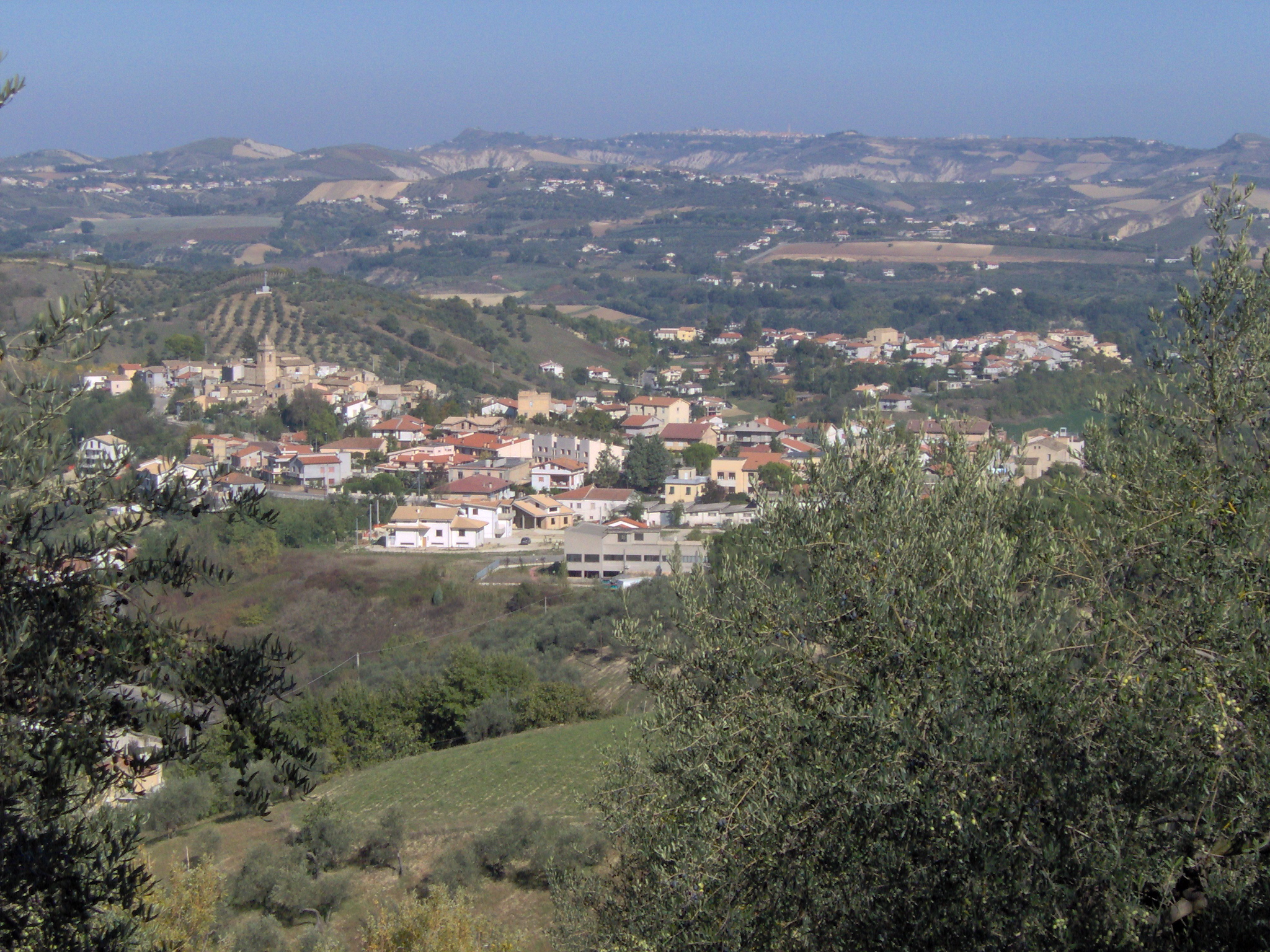
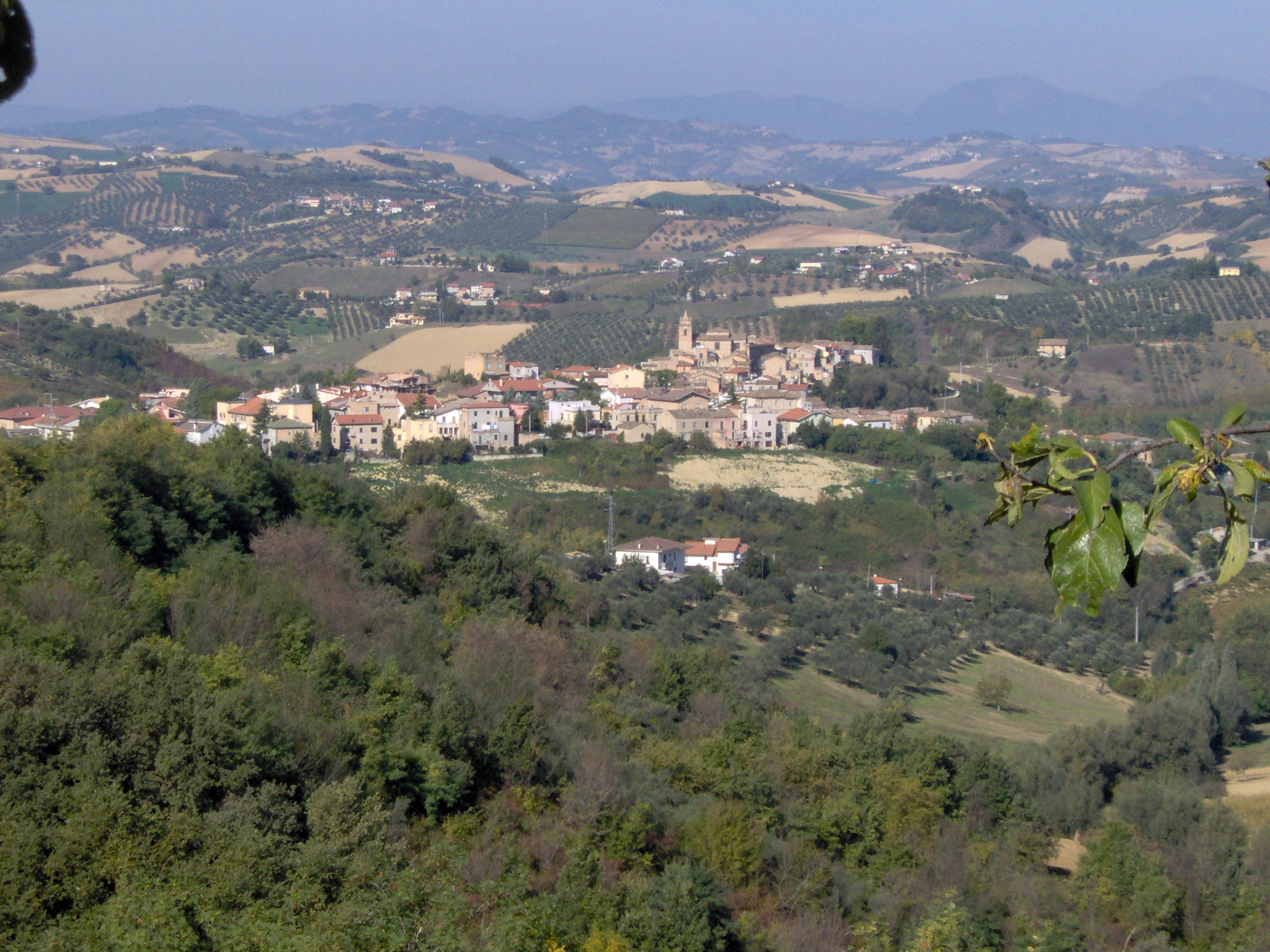
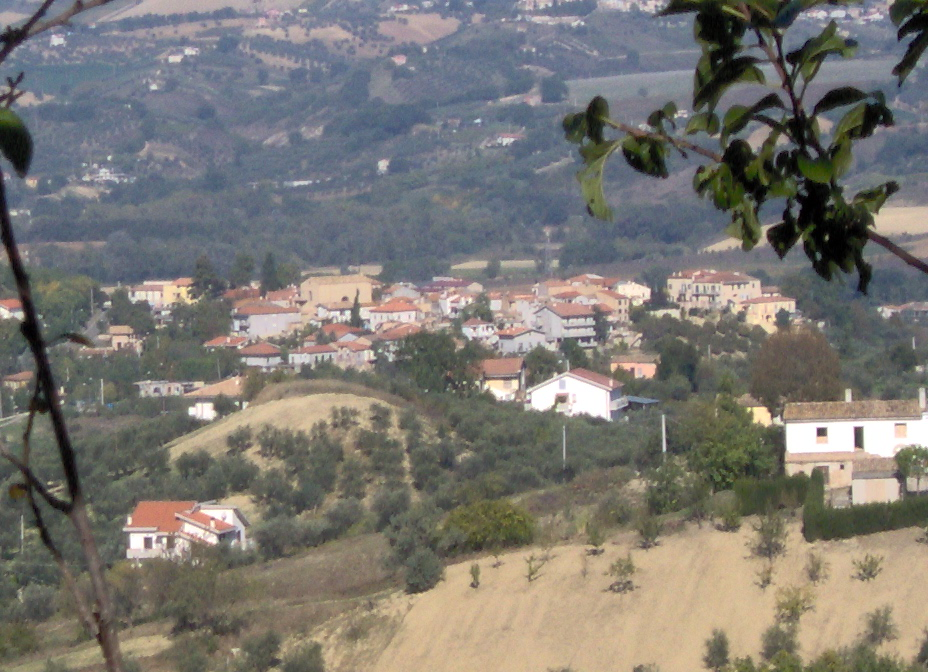
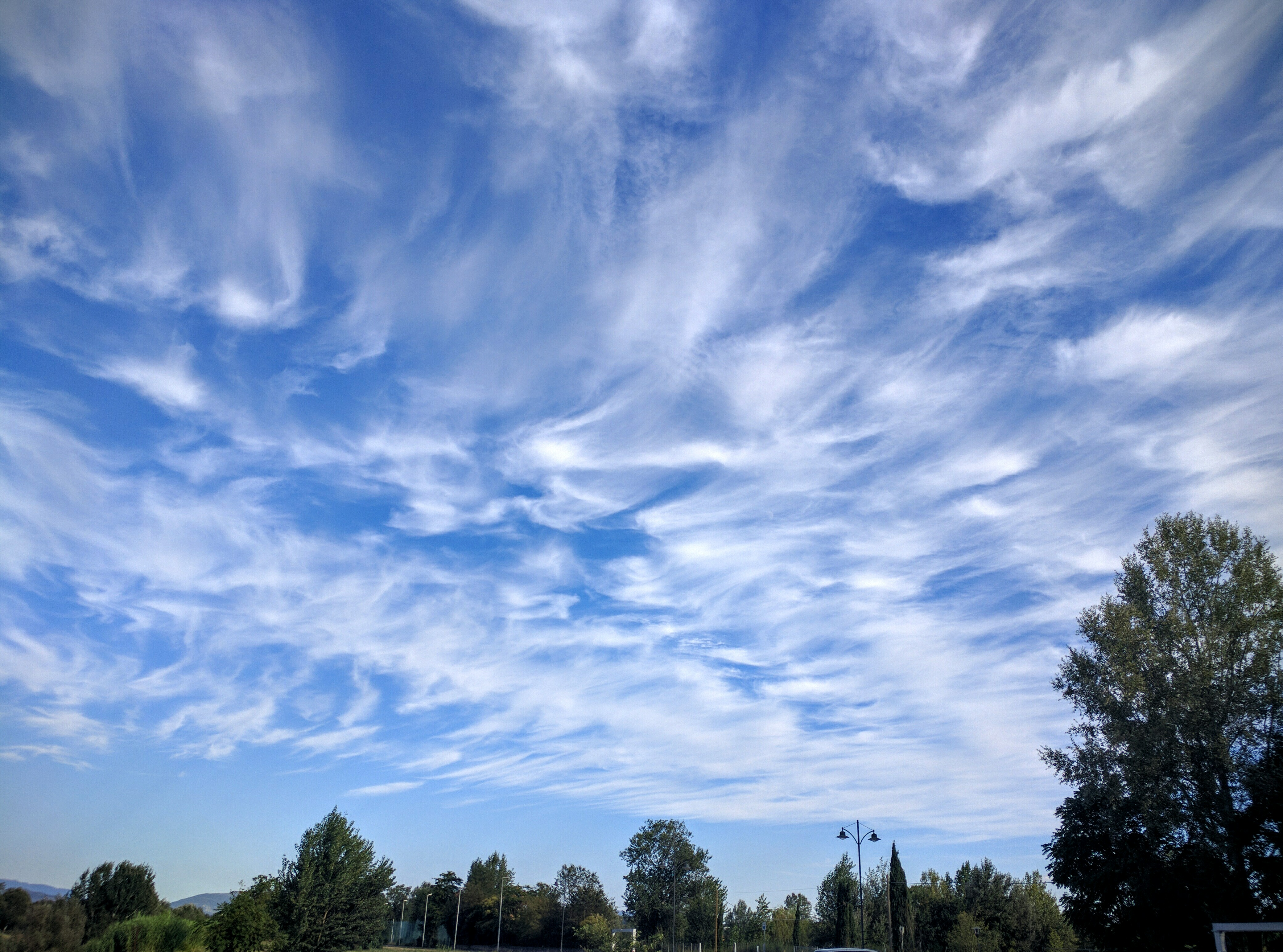